# Vă place hocheiul?
Vă place hocheiul? este un film românesc din 1985 regizat de Mihai Constantinescu.